# Rosocyanin
Rosocyanin ist ein Farbstoff, der sich aus Curcumin und Boraten bildet.

## Gewinnung und Darstellung
Rosocyanin bildet sich als Chelatverbindung in saurer Lösung (zum Beispiel mit Schwefelsäure) aus Curcumin und Borsäure in einem Verhältnis von 2 : 1. Curcumin besitzt eine 1,3-Diketon-Struktur und kann deshalb als Chelatbildner wirken. Borsäure und ihre Salze (Borate) bilden bevorzugt Chelate mit 1,3-Diketonen. Derartige Borkomplexe werden als Dioxaborine (hier ein 1,3,2-Dioxaborin) bezeichnet.
Die Bildung von Rosocyanin ist von den Reaktionsbedingungen abhängig. Die Reaktion wird bevorzugt in salz- bzw. schwefelsauerer Lösung ausgeführt. Der Farbstoff bildet sich auch unter anderen Bedingungen, jedoch setzt in alkalischer Lösung allmählich Zersetzung ein. Die Reaktion kann in Anwesenheit von Silikaten, Fluorid, Titan, Zirkon, Molybdän, Beryllium und Wolfram sowie bei höheren pH-Werten gestört sein. In der Lösung anwesende Oxidationsmittel wie Nitrate, Bromate etc. müssen vor der Bestimmung beseitigt werden, da sie die Zersetzung von Curcumin beschleunigen.

## Eigenschaften
Rosocyanin bildet als Feststoff dunkelrote Nadeln mit grünem metallischem Glanz, in Lösung erscheint er tiefrot. In Wasser und in einigen organischen Lösungsmitteln wie Benzol und Diethylether ist der Farbstoff nahezu unlöslich, in Ethanol ist er schlecht (0,01 %), aber in Pyridin, Schwefelsäure und Essigsäure deutlich besser löslich (ca. 1 %). Eine alkoholische rote Lösung von Rosocyanin färbt sich bei Alkalizugabe vorübergehend tiefblau.
In Rosocyanin liegen die beiden Curcumin-Moleküle nicht in der gleichen Ebene, sondern sind gegeneinander verdreht. Entsprechendes gilt auch für den Farbstoff Rubrocurcumin, der bei der Reaktion von Curcumin mit Boraten in Anwesenheit von Oxalsäure entsteht.

## Verwendung
Die Farbreaktion zwischen Boraten und Curcumin dient zum spektrophotometrischen Nachweis von Bor in Nahrungsmitteln oder verschiedenen Werkstoffen. Als Reaktionspartner für die Borsäure dient der Farbstoff Curcumin. Er kommt in einigen Curcuma-Arten, besonders in Curcuma longa Linn, der Gelbwurzel vor. Die höchste Konzentration liegt im Wurzelstock vor, woraus der Stoff gewonnen wird. Die Reaktion ist sehr empfindlich und weist auch noch geringste Mengen an Bor nach. Das Absorptionsmaximum von Rosocyanin liegt bei 540 nm, bei dem auch die kolorimetrische Bestimmung durchgeführt wird. 
Schlumberger prägte den Begriff Rosocyanin für die Beschreibung dieses roten Farbstoffes. 
Um die störende Anwesenheit von anderen Stoffen bei der Borbestimmung nach der Curcumin-Methode auszuschließen, wurde eine Variante entwickelt, in der 2,2-Dimethyl-1,3-hexandiol oder 2-Ethylhexan-1,3-diol zusätzlich zu Curcumin in weitgehend neutraler Lösung in die zu bestimmende Bor-Lösung gegeben wird. Hierbei bildet sich intermediär ein Chelatkomplex zwischen dem Bor und dem 1,3-Hexandiol-Derivat, der aus der wässrigen Lösung anschließend mit einem organischen Lösungsmittel extrahiert wird. Nach Ansäuerung der organischen Phase bildet sich Rubrocyanin als roter Farbstoff, der kolorimetrisch bestimmt wird.